# Linderos
Linderos es una localidad rural de Chile ubicado en la comuna de Buin, en la provincia de Maipo, Región Metropolitana de Santiago.
Cuenta con una estación de ferrocarril, iglesia y una posta de atención médica.
Se divide en 5 zonas principales: La Pobla, La Colo-Colo, La Cope, el Camino Viejo y Las Dos Torres. También existen otras zonas menos destacadas dentro de Linderos como son: El Trébol, Cervera y El Cerrillo.[cita requerida]
Posee un Club de fútbol principal llamado "Club Deportivo Linderos", también existen otros menos destacados como "Los Choclos", "Pueblo Albo" y "Santa Ana de Cervera". También hubo otros clubes como "La Tortuga", "Club deportivo Carlos Figueroa" que ya han desaparecido.
Posee amplios terrenos agrícolas, los cuales son utilizados principalmente en cultivos como: maíz, poroto, trigo, viñas, frutales y parronales, por lo cual existen diversas empresas relacionadas con el rubro tales como packing, frutícolas, etc. 
Linderos es una de las localidades que integra la llamada Ruta del Vino del Valle del Maipo.
En Linderos se encuentra la viña más antigua del valle del Maipo. "Viña Linderos", fundada por Alejandro Reyes Cotapos en 1865, uno de los pioneros de la viticultura chilena. Luego, la Viña Linderos perteneció a la Familia Ortiz, que tuvo cuatro generaciones dedicadas a la producción de vinos finos en la privilegiada localidad de Linderos. Cepas: Cabernet Sauvignon y Merlot. Actualmente, es de propiedad de Viña MontGras, rebautizando el viñedo como Intriga, de donde elabora principalmente Cabernet Sauvignon, Además Cabernet Franc y Petit Verdot. En este viñedo nace su ícono del Maipo Intriga Máxima by MontGras, además de Intriga y algunas etiquetas  de MontGras Handcrafted rare series.

## Fiestas de Linderos
Cada año se celebra la denominada "Semana Linderana". Originalmente en la 3º semana de enero, aunque en los últimos años se ha celebrado una semana después de la semana buinense. En ella actúan artistas de la zona y se elige una "Reina de la semana Linderana" de entre las jóvenes que representan a distintas agrupaciones del pueblo.
Otra fiesta de relevancia en el pueblo es la fiesta de Nuestro Señor de Quipay, en honor del Santo Patrono del pueblo. Su procesión se celebra cada domingo antes de las 10:00 de la mañana. La fiesta es cada 20 de septiembre conocida como "El remate de Quipay", como término de las fiestas patrias.

## Clubes Deportivos
Varios clubes deportivos han existido en la zona. Los más recordados son La Tortuga, Viña Linderos, El Cuadro, Población Carlos Figueroa, Club Deportivo Linderos, El Cerrillo y Santa Ana de Cervera. De todos estos actualmente sólo sobreviven los tres últimos.